# 只有一个地球
《只有一个地球》是一本由英国经济学家芭芭拉·沃德和美国微生物学家勒内·杜博斯受联合国人类环境会议秘书长莫里斯·斯特朗的委托创作的，讨论全球环境问题的著作。于1972年在斯德哥尔摩召开的联合国人类环境会议上发表，并作为非官方式的背景资料。该书指出人类所面临的环境问题，呼吁各国人民重视维护人类赖以生存的地球。为1972年第一届人类环境会议的成功作出了重要的贡献。
《只有一个地球》的副标题是“对一个小小行星的关怀和维护”。作为一部非官方文件，作者们从整个地球的发展前景出发，从社会、经济和政治的不同角度，评述经济发展和环境污染对不同国家产生的影响。书中内容分为五个部分：
- 地球是一个整体

- 科学的一致性

- 发达国家的问题

- 发展中国家的问题

- 地球上的秩序

该书已译成多种文字出版，对于推动各国环境保护工作的开展有着广泛而深远的影响。

## 出处
1. 胡乔木等. . 中国·上海: 中国大百科全书出版社. 1983年12月: 485 （中文）. 作者们从整个地球的发展前景出发……对于推动各国环境保护工作的开展有着广泛而深远的影响。